# Наджиб Разак
Мохаммад Наджіб бін Абдул Разак (малай. Mohammad Najib bin Abdul Razak; нар. 23 липня 1953, Куала-Лумпур) — малайзійський політик, прем'єр-міністр Малайзії 3 квітня 2009 — 10 травня 2018.
Вперше скандал навколо коштів, які нібито привласнив Наджиб, вибухнув ще у 2015 році, коли видання The Wall Street Journal опублікувало результати розслідування щодо банківських рахунків малайзійського прем'єра.
У травні 2018 року коаліція "Національний фронт", на чолі якої стояв Наджиб і яка правила в країні понад 60 років, програла вибори опозиційній коаліції "Альянс надії". Скандал навколо фонду 1MDB і пов'язані з ним звинувачення на адресу уряду "Національного Фронту" в корупції стали однією з головних причин перемоги опозиції. 12 травня стало відомо, що тепер вже екс-перм'єру та його дружині заборонили виїжджати із країни. А 17 травня у декількох приміщеннях, пов'язаних із Наджибом Разаком, провели обшуки, вилучивши багато коштовностей і готівку на загальну суму близько 30 млн доларів. У липні 2018 року Наджиба вже звинуватили в переказі великих грошових сум з 1MDB на свої особисті банківські рахунки. Тоді Наджиб теж заявив, що невинуватий у корупційних злочинах, які йому закидають.
28 липня 2020 року, Вищий суд Куалу-Лумпур засудив Наджіб до 12 років позбавлення волі та штрафу в розмірі близько 50 млн доларів за відмивання грошей, зловживання владою та довірою. "Наджіб засуджено до 12 років позбавлення волі та штрафу в розмірі 49,3 млн доларів США через його причетність до скандалу (з державним фондом) 1MDB", - йдеться у повідомленні.